# Trialeurodes tephrosiae
Trialeurodes tephrosiae là một loài côn trùng cánh nửa trong họ Aleyrodidae, phân họ Aleyrodinae.
Trialeurodes tephrosiae được Russell miêu tả khoa học đầu tiên năm 1948.